# Simone Wilkie

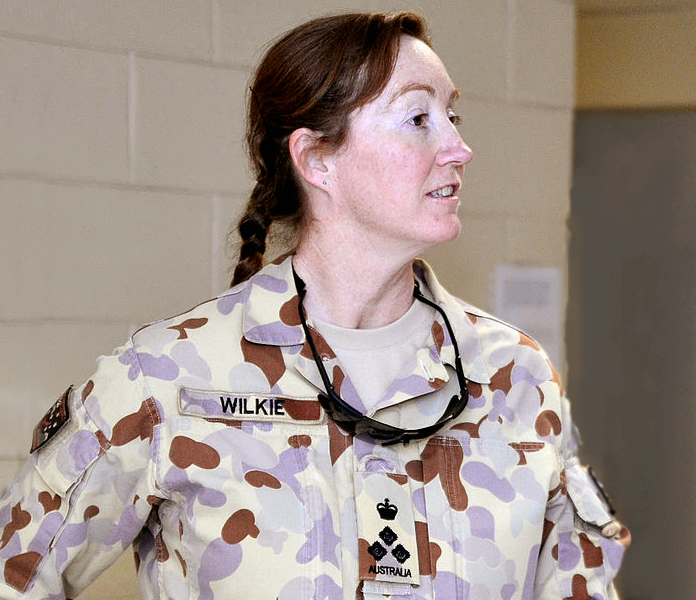
Major General Wilkie in Afghanistan (August 2012; damals noch Brigadier)

Simone Louise Wilkie AO, geborene Simone Louise Burt (* 1964 in Ballarat, Victoria) ist eine australische Offizierin. Sie ist Major General der Australian Army und war 2011 und 2012 als stellvertretende australische Kommandeurin beim Krieg in Afghanistan im Einsatz. Sie war Assistant Chief of Staff von General David Petraeus während der Truppenverstärkung („Surge“) im Irakkrieg 2007 und die erste Kommandeurin des Royal Military College Duntroon und des Army Recruit Training Centre in Kapooka, einem Teilort von Wagga Wagga. 2013 wurde sie zum Major General ernannt und mit der Leitung des Australian Defence College betraut.

## Karriere
Geboren als Simone Louise Burt, besuchte sie die Ballarat Grammar School und begann 1983 mit ihrer Militärausbildung an der Women’s Royal Australian Army Corps (WRAAC) Officer Candidate School in Georges Heights New South Wales.
Wilkie hat einen Bachelor of Social Science im Bereich Personalentwicklung, und Abschlüsse (jeweils Graduate Diploma) im Fernmeldewesen und Strategies sowie einen Master im Bereich Militärwissenschaft.
Ihre erste Truppenverwendung war beim Royal Australian Corps of Signals, der Nachrichtentruppe. 1993 diente sie in Kambodscha in Zusammenhang mit dem australischen Einsatz bei der United Nations Transitional Authority in Cambodia (UNTAC). 2008 wurde sie im Order of Australia aufgenommen und im australischen Kriegstagebuch erwähnt.
Nach dem Irakeinsatz wurde sie 2009 beim Commander Forces Command in den Victoria Barracks von Sydney für die australische Truppenausbildung verantwortlich.
2011 war sie als Deputy National Commander in Afghanistan und hatte dabei knapp 1.500 Soldaten unter ihrem Kommando.
Neben Rear Admiral Robyn Walker, der Kommandeurin des Sanitätsdienstes, hat sie den zweithöchsten Generalsrang einer Frau in Australien.

## Privatleben
In erster Ehe war Simone Wilkie mit Andrew Wilkie, einem Offizierskameraden, verheiratet, der später zeitweise für die australischen Grünen politisch aktiv wurde und wegen seiner Opposition gegen den Irakkrieg 2003 aus dem australischen Staatsdienst ausschied. 2003 wurde die Ehe geschieden. Sie ist mittlerweile erneut verheiratet.
Wilkie sieht beim Dienst in den Streitkräften das Geschlecht nicht mehr als Hinderungsgrund an. Die Öffnung des Dienstes auch in Kampfeinheiten wie bei Auslandseinsätzen fand erst während ihrer Karriere statt. Wilkie sieht die Armee als ausgezeichnete Karrieremöglichkeit für Frauen an. Von den 32 Frauen ihres ersten Ausbildungsganges wären nur verhältnismäßig wenige abgesprungen.
Wilkie ist die Nichte von John Burt, dem Bürgermeister von Ballarat.

## Auszeichnungen
| Orden | Beschreibung                           | Verleihung                    |
| ----- | -------------------------------------- | ----------------------------- |
|       | Order of Australia (AM)                | 2008 Australia Day Honours    |
|       | Commendation for Distinguished Service | 2013 Queen’s Birthday Honours |
|       | Australian Active Service Medal        | [ 11 ]                        |
|       | Afghanistan Medal                      | [ 11 ]                        |
|       | Iraq Medal                             | [ 11 ]                        |
|       | Defence Force Service Medal            | (30-34 Years Service)         |
|       | Australian Defence Medal               | [ 11 ]                        |
|       | UNTAC-Medal (United Nations)           | [ 11 ]                        |
|       | Bronze Star (United States)            | [ 5 ] [ 11 ]                  |
|       | NATO-Medaille (ISAF)                   | [ 11 ]                        |